# 七佛滅罪真言
七佛滅罪真言，是佛教消除業障的真言，禪門、淨土宗都有許多人持誦，出自《大方等陀羅尼經》，釋迦牟尼佛因文殊師利菩薩的請求，而宣講過去七佛曾誦之真言，為佛門十小咒之一。
《大方等陀羅尼經》：「文殊師利，此陀羅尼是過去七佛之所宣說，如是七七亦不可數亦不可計，說此陀羅尼，救攝眾生。現在十方不可計不可數七佛，亦宣說此陀羅尼救攝眾生。未來不可計不可數七佛。亦宣說此陀羅尼救攝眾生。」
此咒的功用包括消滅罪障，平安吉祥，事事順利，造福後世。此咒可消除今生或當下所造的較小罪障。如果有較小的身口意業，則可以當即一次念誦21、27或49遍。

## 外部來源
- 《認識咒語》，林光明，法鼓文化 ISBN 9789575981419
- 大方等陀羅尼經護戒分卷第四（页面存档备份，存于）